# Tutow
Tutow es un municipio situado en el distrito de Pomerania Occidental-Greifswald, en el estado federado de Mecklemburgo-Pomerania Occidental (Alemania), a una altura de 14 metros. Su población a finales de 2016 era de 1000 habs. y su densidad poblacional, 190 hab/km².
Se encuentra ubicado junto a la frontera con el distrito de Llanura Lacustre Mecklemburguesa.